# Arnold van Zwanenberg
Arnoldus van Zwanenberg (Heesch, 7 juni 1856 - Den Haag, 14 maart 1941) was een Joodse veehandelaar te Heesch en Oss en een van de grondleggers van het latere Zwanenberg Organon-concern. Hij was een zoon van Isaac van Zwanenberg, die slager was te Heesch, en diens vrouw Catharina van Dijk, weduwe van de slager Jacob Hartog. Zodoende was Arnoldus een halfbroer van Hartog Hartog, die eveneens een vleesbedrijf in Oss had.
Zijn neef Nathan van Zwanenberg was actief in de manufacturenhandel, maar toen zijn broer Abraham in 1875 in Engeland ging wonen en daar de markt voor levende varkens ontdekte, ging Nathan, "Heer Naat", samen met Arnold, "Heer Nol", zich wijden aan de handel van levende varkens naar Engeland. In 1880 werd de firma Zwanenberg & Co. opgericht. Vanaf 1883 werd ook geslacht vee geëxporteerd.
Beide neven trokken in 1887 naar Oss, waar betere transportmogelijkheden, in de vorm van een spoorwegverbinding, waren. Hier trouwde Arnold op 3 augustus 1887 met Catharina Levison. In 1888 had de stoomvarkensslagerij al 33 mensen in dienst.
Geleidelijk aan werd het bedrijf uitgebreid met het verwerken van bijproducten.
In 1889 werd zijn zoon Saal van Zwanenberg geboren die in 1906 in het bedrijf kwam.
Arnoldus stierf in 1941 op 84-jarige leeftijd.